# Gunung Una
Gunung Una är ett berg i Indonesien.   Det ligger i provinsen Sulawesi Tengah, i den norra delen av landet, 1 800 km öster om huvudstaden Jakarta. Toppen på Gunung Una är 319 meter över havet. Gunung Una ligger på ön Pulau Unauna.